# Platynectes kashmiranus
Platynectes kashmiranus là một loài bọ cánh cứng trong họ Bọ nước. Loài này được J.Balfour-Browne miêu tả khoa học năm 1944.